# 戸田康英

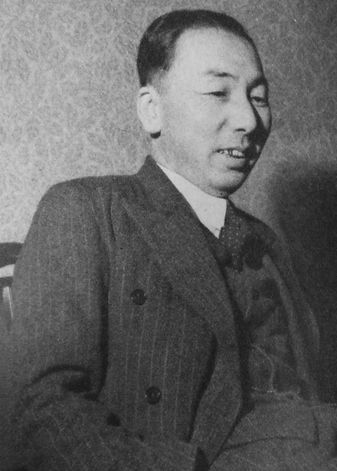
戸田康英

戸田 康英（とだ やすひで、1911年4月30日 - 1977年4月2日）は、日本の宮内省・宮内庁官僚。東宮侍従。旧松本藩主戸田子爵家の当主で、祖父は第2代子爵戸田康泰、父は第3代子爵戸田康保。浅野忠允（浅野鉄馬養子）、本多光孝（本多忠昭養子）は実弟である。
学習院初等科・中高等科を経て東京帝国大学文学部卒業。1935年宮内省図書寮に入省。1937年侍従、1946年皇太子傅育官として明仁親王に仕えた。1965年4月、東宮侍従長に就任する。英国女王エリザベス2世の戴冠式を始め、皇太子の海外訪問にたびたび随行した。1968年11月、松本市名誉市民となる。